# Prairie Township (comté de Franklin, Missouri)
Prairie Township est un ancien township du comté de Franklin dans le Missouri, aux États-Unis,.
Le township est fondé en 1853 et baptisé en référence aux prairies situées dans ses limites.

## Source de la traduction
- (en) Cet article est partiellement ou en totalité issu de l’article de Wikipédia en anglais intitulé « Prairie Township, Franklin County, Missouri » (voir la liste des auteurs).